# Ernst-Wolfgang Moebius
Ernst-Wolfgang Moebius (* 26. Januar 1920 in Berlin; † 26. Februar 2013) war ein deutscher Arzt für Allgemeinmedizin und Vorsitzender des ADAC Niedersachsen/Sachsen-Anhalt e. V.

## Leben
Moebius studierte Medizin und promovierte 1945 an der Universität Münster. Um 1950 begann Moebius mit Gleichgesinnten, auf dem Leineabstiegskanal bei Hannover, Motorboot zu fahren. Der lokale Verein schloss sich dem ADAC an. Moebius wurde Motorbootreferent im ADAC-Gesamtvorstand in München. Er initiierte für September 1952 das erste, wieder nach internationalem Reglement gefahrene Motorbootrennen auf dem Maschsee in Hannover.
Moebius war über Jahrzehnte Vorsitzender des ADAC Niedersachsen/Sachsen-Anhalt e. V.
Moebius war verheiratet.

## Auszeichnungen
- Bundesverdienstkreuz am Bande[3]
- Ehrenkreuz der Bundeswehr in Silber[3]
- Verdienstkreuz am Bande des Niedersächsischen Verdienstordens[3]
- Ehrenvorsitzender des ADAC Niedersachsen/Sachsen-Anhalt e. V.[3]
- zahlreiche Auszeichnungen des ADAC[3]

## Schriften
- Das Konzentrationsgefälle der gelösten freien Kohlensäure des Neu-Thermalsprudels in Bad Salzuflen von dem Austritt an der Quelle bis zum fertigen Bad in der Wanne, Dissertation Universität Münster, 1945